# Transíránská železnice
Transíránská železnice je jednou z nejdůležitějších železničních tratí v Íránu. Byla postavena v letech 1927–1938 z rozhodnutí tehdejšího perského vládce Rezy Šáha Pahlavího.

## Popis
Její trasa vede od Kaspického moře a hranice s Turkmenistánem na severu Íránu na jihozápad země k Perskému zálivu. Vede přitom mimo jiné přes velká města: Sárí v Mázandaránské provincii, Garmsár v Semnánské provincii (kde se odpojuje trať směrem na východ do Mašhadu), Teherán (hlavní město země), Qom ve stejnojmenné provincii, Arák v provincii Markazí a Ahváz v provincii Chúzistán.
Celková délka tratě je přes 1400 kilometrů. Nejnižším bodem na trati je pobřeží Kaspického moře na jejím severním začátku, nejvyšší bod je v nadmořské výšce 2217 m n. m. V rámci výstavby trati vznikla řada mostů, viaduktů, tunelů a dalších doprovodných staveb. V roce 2021 byla trať zapsána na seznam světového kulturního dědictví UNESCO pod kritérii (ii): „významný mezník v hodnotách člověka (v určité době nebo kulturním období) ve vývoji v architektuře, technice, umění či urbanismu“ a (iv): „skvělá ukázka stavby, architektonického nebo technologického souboru, dokumentující jednu nebo více významných etap v historii lidstva“.

## Fotogalerie

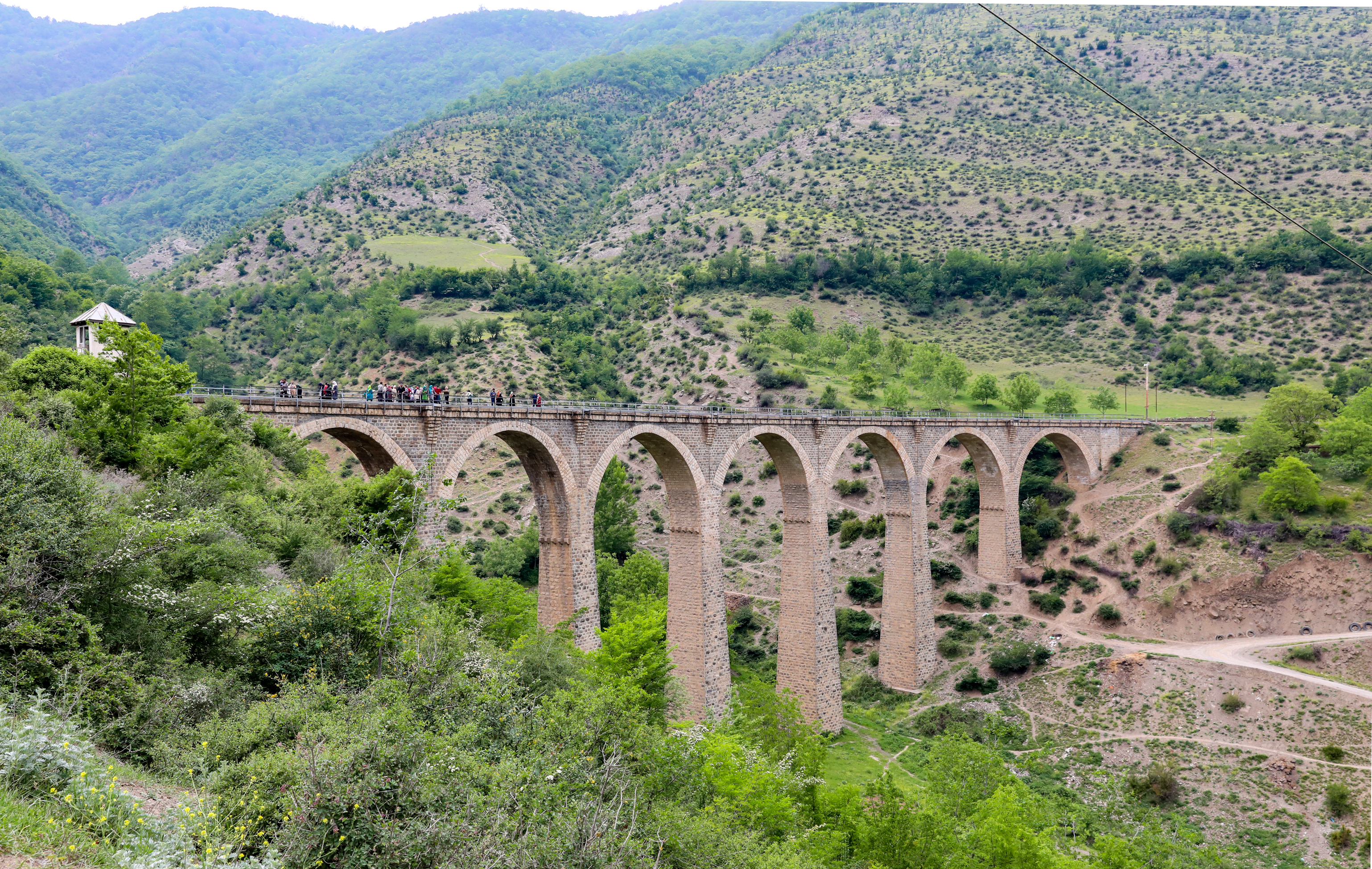
most Kalantari
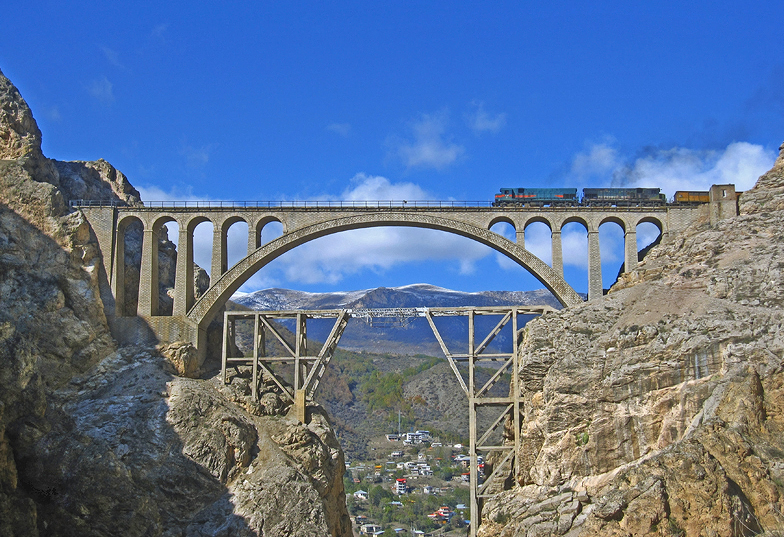
most Veresk
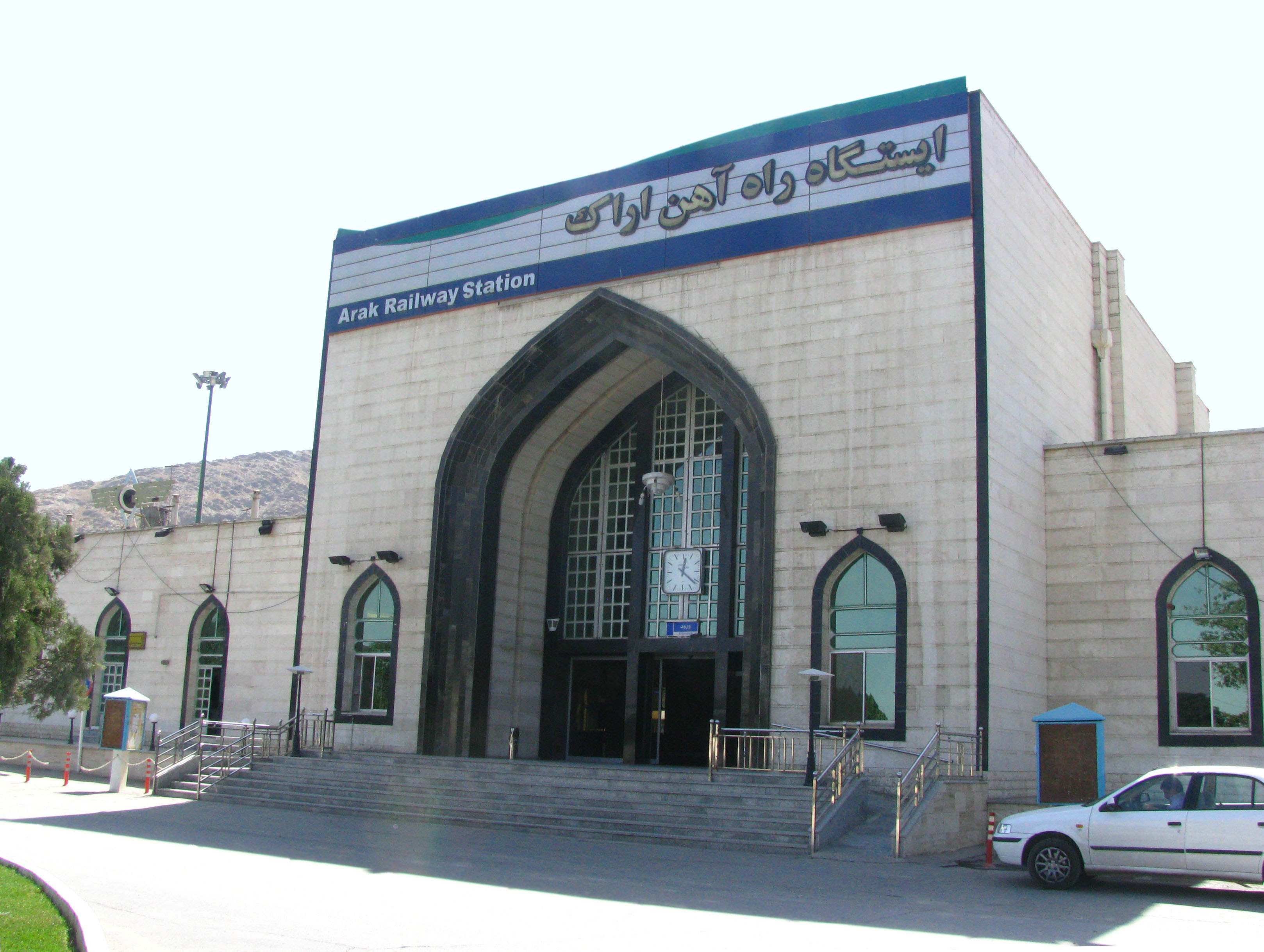
nádraží v Araku
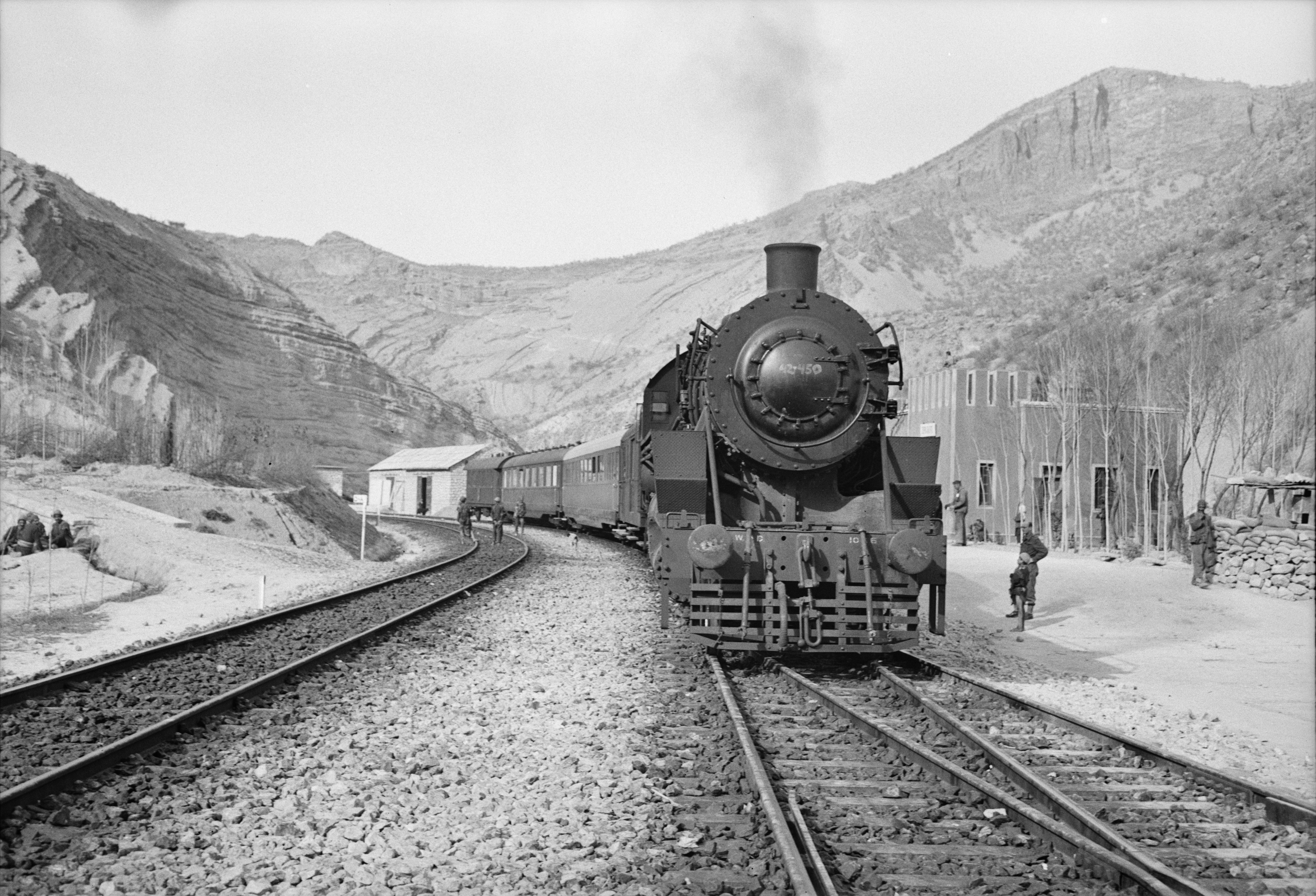
historická fotografie